# Episodi di Un ciclone in famiglia (quarta stagione)

Screenshot della quarta stagione della serie

La quarta stagione di Un ciclone in famiglia è composta di otto episodi in onda su Canale 5. Si tratta dell'ultima stagione della serie.
| nº | Titolo italiano |
| -- | --------------- |
| 1  | Prima puntata   |
| 2  | Seconda puntata |
| 3  | Terza puntata   |
| 4  | Quarta puntata  |

## Prima puntata
Lorenzo Fumagalli è onorevole al Parlamento italiano a Montecitorio e quindi deve fare il tragitto Menaggio-Roma, Roma-Menaggio. Lorenzo scopre subito che il mondo della politica è un mondo poco pulito, fatto di compromessi, raccomandazioni e sporcizie, grazie anche alla conoscenza di due suoi colleghi deputati. Adriano è sempre in giro per l'Italia tra autografi, foto e ospitate, e Lisa è molto preoccupata e gelosa. L'enoteca dei ragazzi di casa Fumagalli ha diversi problemi: non si riesce ad aprire, e allora Ludovica si fa assumere come hostess, India si impegna ad ospitare in villa Fumagalli poveri per la mensa, Francesco torna dal padre per aiutarlo a vendere il suo vino, il Chianti, e Antonio si assume come tato di casa Fumagalli con i bambini e nel frattempo scopre di essere un campione di golf. Alberto affida a Lorenzo Oscar, un suo nipote come autista personale, un ex ladro che ha deciso di mettere la testa a posto. Questo però combina dei danni al neo-onorevole: fa credere ad una ragazza che gli piace di essere lui l'onorevole Fumagalli e che, invece, Lorenzo è l'autista di Oscar. Nel frattempo arrivano a Roma da Menaggio Alberto e Peppino, che convincono Lorenzo ad investire su un affare su dei maxi-ortaggi che, secondo loro, farà fruttare un sacco di soldi. Però il progetto non è realizzabile in Italia perché non è ancora legale, e quindi partono per Bruxelles per convincere un funzionario del Parlamento europeo ad approvare il progetto. Questo allora decide di approvarlo solo ad una condizione: di farlo uscire con la fidanzata di Oscar. Loro però, per non creare ulteriori problemi con l'autista, partono per Amsterdam per cercare qualche ragazza di facili costumi da presentare al funzionario belga sostituendola con la fidanzata di Oscar. Ma il piano fallisce: non solo un signore italiano fotografa Lorenzo mentre paga una ragazza in vetrina, ma loro scoprono che la ragazza di Oscar, dopo averlo lasciato perché scoperto tutto sulla vera identità dell'autista, si era messa col funzionario da sola. Un fotografo ricatta l'onorevole Lorenzo: se questo non gli darà 500.000 euro, pubblicherà il video scottante in televisione nei giorni successivi. Lorenzo e Oscar, da buon ex ladro, si introducono di nascosto nello studio fotografico rubando il video ma, per la strada che va verso la loro macchina, inciampano su un mercatino di extracomunitari cadendo per terra. Allora arriva la polizia e gli extracomunitari scappano dato che è reato vendere merce pirata. Lorenzo ed Oscar cercano il filmino, caduto e confuso in mezzo a tutti i DVD pirata, ma vengono sottratti in arresto. Qui però Lorenzo scopre che il giudice che gli interroga è il nuovo fidanzato di Bambi, che li scagiona. Lorenzo, tornato a Menaggio, decide di lasciare la politica e restare in famiglia. Al ritorno di Adriano anch'egli da Roma, dice a tutti che ha comprato il dvd del nuovo film di Shrek non ancora uscito in DVD originale, e quindi pirata. Appena si inserisce il DVD nel lettore, Lorenzo capisce che quello è il filmino che lo incrimina, ma riesce subito a toglierlo evitando i dubbi della famiglia sulla sua buona fede.

## Seconda puntata
Alberto e Peppino sono alle prese con le vacanze estive e, mentre i ragazzi sono partiti per il campeggio, in città c'è un caldo insopportabile: non avendo i soldi per andare al mare, i due scambiano momentaneamente la casa di Lorenzo e Tilly, partiti per un viaggio in Senegal, con un'altra in Norvegia, come uno scambio alla pari. Al campeggio, i ragazzi non se la passano bene: Antonio e India discutono animatamente dopo che la ragazza ha offerto la colazione a tre nomadi e questi, come ringraziamento, scappano via rubando un'autoradio e il cellulare di Francesco; lo stesso Francesco accompagna al bar Antonio perché deve passare in farmacia, visto che Lorenzino è stato male tutta la notte e lui non ha chiuso occhio; infine Lisa è furibonda perché non ha notizie di Adriano ed è confusa perché pensa che la tradisca. Nel frattempo, dopo qualche intoppo, ecco che tornano i Fumagalli ma a loro insaputa trovano la brutta sorpresa, ovvero che la casa è occupata: a quel punto, Lorenzo fa un giro di telefonate per cercare un avvocato disposto ad aiutarlo per cacciare via gli occupanti ma non c'è niente da fare e con grande rammarico decide di partire insieme a Tilly per raggiungere gli altri due consuoceri nel nord Europa. Raggiunto il luogo e dopo una breve discussione accesa, alla fine Lorenzo si lascia convincere e desiste dal denunciare Alberto e Peppino, decidendo anche di rimanere. Il mattino seguente, Lorenzo si prepara per andare a pesca ma non si accorge che è ancora molto presto a causa del sole di mezzanotte e di fatto, dopo aver disturbato Alberto e Simonetta, trascorre il resto della notte con loro. Più tardi, i tre uomini decidono di andare a pesca ma vengono fermati e multati da una guardia in bicicletta, che li raccomanda di non fare altre infrazioni, altrimenti la sanzione aumenta. Intanto, al campeggio, Antonio e Francesco costruiscono una casetta per far giocare i bambini e tenerli buoni e in quel momento arriva la Ludo, che porta dei regali e discute con la sorella Lisa, sempre più preoccupata che il marito possa tradirla: a questo punto, la sorella dice di andarlo a trovare per cercare le risposte che cerca. In Norvegia, i consuoceri con le loro consorti sono al mare e iniziano a discutere sulle differenze tra quel paese e l'Italia. Più tardi decidono di fare una corsa sulla spiaggia ma, dopo poco tempo, si fermano a causa di Alberto che non ha fiato: lì vicino, si accorgono che ci sono tre ragazze nude che li invitano a spogliarsi se vogliono rimanere lì e quando loro declinano l'offerta ecco che ritorna la guardia e che nuovamente fa loro una contravvenzione; le mogli invece vanno a fare la spesa e, dopo aver acquistato del pesce, scoprono da una pescatrice che il martedì è il giorno libero delle donne e pertanto decidono di andare fuori a cena, lasciando i mariti a casa. I tre amici però non hanno intenzione di non fare nulla e quindi decidono anche loro di uscire e si recano in un ristorante dove è pieno zeppo di donne; a loro insaputa non sanno che anche le loro compagne vanno nello stesso locale e, infatti, Simonetta si accorge della macchina affittata da Lorenzo parcheggiata, così decide insieme a Tilly di entrare per far loro una ramanzina, lasciando Margherita fuori di guardia. Lorenzo si accorge che Simonetta e Tilly si stanno avvicinando al loro tavolo e, dopo aver avvisato gli altri due compari, in maniera furtiva, riescono a nascondersi e ad uscire dal locale. Nel parcheggio ad attenderli ci sarebbe Margherita ma, quando sembra tutto finito, vengono salvati da tre donne invaghite di loro e che erano state respinte precedentemente alle loro avances. Giunti a casa di quest'ultime, vorrebbero andarsene ma le tre donne li bloccano perché vorrebbero consumare con loro e invece devono rinunciare perché proprio in quell'istante arrivano i mariti: per non far scoprire la tresca, una donna del gruppetto cerca di farli uscire dalla porta ma non ci riesce perché sta tornando uno dei mariti che in precedenza era uscito a prendere la pipa in macchina; dopo averli nascosti in una cella frigorifero, un altro dei mariti decide di prendere una bibita in quella rimessa e allora la stessa donna li fa uscire e li nasconde nella sauna. Dopo essersi spogliati, a causa dell'eccessiva temperatura, Lorenzo, Alberto e Peppino decidono di fuggire dal balcone ma vengono fermati per la terza volta dalla guardia, che li multa per atti osceni in luogo pubblico. Rientrati a casa, trovano le mogli arrabbiate e convinte che loro si trovavano al ristorante in compagnia di belle ragazze ma loro mentono spudoratamente per non creare problemi e, infine, si mettono a tavola a mangiare gli spaghetti cucinati da Simonetta. Altrove in Italia, all'uscita di un locale, Adriano discute con una ragazza e questa, dopo averci provato, viene respinta dall'uomo perché lui è innamorato di Lisa, che, dopo aver sentito il suo discorso, salta fuori, lo riempie di baci e gli chiede scusa se ha dubitato di lui. Intanto in Norvegia alla centrale di polizia arriva la foto segnaletica di un pericoloso criminale di nome Andersen che è evaso dal carcere e che intende uccidere il chitarrista del gruppo musicale residente nella casa dove si trovano i nostri amici, che nel frattempo stanno pranzando a suon di spaghetti. Poco dopo, Lorenzo scende in cantina per prendere una bottiglia di vino e trova del materiale musicale lasciato dal chitarrista: trova, infatti, una giacchetta in stile anni '70 e, dopo averla indossata, viene rapito proprio dal criminale Andersen che, non sapendo che Lorenzo non è il chitarrista, lo porta via con sé. Peppino va in garage e, appurato il fatto che Lorenzo è sparito, lo racconta agli altri, dicendo di aver trovato solo dei cocci di vetro. Tilly è preoccupata e, insieme a tutti, inizia a cercarlo ma non sanno che il buon Lorenzo si trova nei guai perché Andersen, dopo averlo legato e imbavagliato, lo sta per buttare giù nel fiume per farlo annegare: quando ormai sembra tutto perduto, arriva ancora una volta la guardia in bicicletta, che in qualche modo gli salva la vita. Dopo essersi liberato, Lorenzo torna a casa con una macchina rossa ma gli altri, dopo aver ascoltato il telegiornale, non sanno che è lui e pensano che sia il criminale: infatti, appena varca la porta di casa, lo riempiono di botte con qualsiasi oggetto, salvo poi fermarsi e prestare soccorso all'amico. Tornati in Italia, i coniugi Fumagalli vengono accolti dalla badante rumena, i quali racconta loro che non ha fatto la guardia alla casa perché è stata ingannata da Alberto e Peppino e che inoltre la casa è stata completamente distrutta dal gruppo musicale. A questo punto, Lorenzo ha in mente un'idea, ovvero che a ripulire e ricostruire la casa saranno proprio i due consuoceri, visto che hanno avuto la brillante idea della vacanza in Norvegia, insieme alle mogli. L'episodio si conclude che, dopo che Tilly ha trovato dei piranha in piscina, Lorenzo e Alberto discutono su chi li deve tirare fuori e a quest'ultimo viene un attacco di tachicardia, di solito più frequente al Fumagalli.

## Terza puntata
Lorenzo scopre di avere un fratello molto ricco in Costa Azzurra identico a lui, Bebo Marangoni, che lo mette in mezzo ad un guaio: per stare con la sua amante, promette al fratello la somma di 100.000 euro se Lorenzo si trasferisce lì e veste i suoi panni stando con la moglie, mentre lui va a Menaggio al posto di Lorenzo stando con l'amante in vacanza sul Lago di Como. Allora i due consuoceri pensano subito che Lorenzo tradisca Tilly con l'amante e, innervositi dalla grande somma che devono ridare a Lorenzo per i danni subiti alla villa dagli stranieri, ricattano Bebo (pensando di ricattare Lorenzo) della cifra di 100.000 euro in cambio del silenzio con la moglie Tilly, che nel frattempo fa successo iniziando a scrivere libri per bambini di Sognolino, un personaggio da lei inventato. Ma alla fine viene tutto a galla e si risolve tutto con Lorenzo che cancella dalla sua vita il fratello Bebo. Intanto Antonio si appassiona al golf e insieme a Lisa accudisce i bambini, mentre Adriano parte per l'Argentina per girare una fiction, Francesco va in California per promuovere il Chianti, Ludovica continua il suo lavoro da hostess e India è impegnata ad aiutare i poveri.

## Quarta puntata
Lauretta viene rimandata in lingue e quindi Lorenzo la manda in Svizzera in un collegio per imparare le lingue. Qui conosce la duchessa Sforza, che lo sfrutta con il suo essere snob mettendolo in mezzo a dei guai. Tilly continua a scrivere i libri di Sognolino, arrivando fino al terzo capitolo. Lei, per capire se il marito la ama ancora, chiama Sabrina, l’ex moglie di Bebo, il fratello di Lorenzo, e le chiede di provarci con lui, ma lui non ci casca e Tilly capisce finalmente che la ama ancora. Adriano è ancora in Argentina a girare la fiction. Simonetta viene ingaggiata da un famoso stilista come direttrice d'azienda assumendo Margherita come sua segretaria personale, ma poi molla tutto perché ha capito il reale ambientino. Antonio assume suo padre come suo agente e diventa sempre più campione di golf. Lisa lascia Adriano tendendogli una trappola per provare la sua fedeltà e scopre di avere ragione quando si incontra con una ragazza per il primo appuntamento; ma quando quest'ultimo va in albergo per conoscerla con un mazzo di rose in mano, scopre che la ragazza misteriosa è proprio Lisa. Anche Ludovica lascia Francesco perché la ragazza va ad una cena al posto della collega Ingrid e scopre che l'accompagnatore è suo marito. La stessa cosa accade anche tra Antonio ed India, che si lasciano perché scoprono di non essere fatti l'uno per l'altra. Si lasciano anche Nicola e Bambi, che la lascia per la duchessa Sforza. Quindi si conclude tutto con i Fumagalli che non sono più consuoceri dei Dominici e degli Esposito e i primi partono con il camper in montagna per stare un po' in pace ma all'improvviso succede un imprevisto: in quello stesso momento arriva il poliziotto siciliano che lo aveva arrestato a Roma quando ancora era in politica. Le figlie di Lorenzo (Lisa, Ludovica, India e Lauretta) incontrano i figli di quest'ultimo - Domenico, Rosario, Tancredi e Tanuzzo - e per evitare l'ennesimo ciclone il Fumagalli prende Tilly e le ragazze e scappa via in camper.